# 邵德
邵德（1515年—1553年），字明甫，號陽湖居士，直隸常州府無錫縣人，民籍，明朝政治人物。

## 生平
嘉靖二十五年（1546年）丙午科應天府鄉試第九十八名舉人。嘉靖二十六年（1547年）中式丁未科會試第一百五名，登第三甲第四十一名進士。户部觀政，授长兴县知县，二十八年戊申九月丁父忧。起復为福建浦城县知县，三十二年癸丑任满赴京谒选，卒于杭州旅舍，年三十九。

## 家族
曾祖邵洪，義官；祖父邵昱；父邵一經（1491年-1548年），字大常，號雲山，母鄭氏。重庆下。弟邵復、邵衎。 